# Ерик Гейл
Ерик Гейл (на английски: Eric Gale) е американски джаз и ритъм енд блус китарист.

## Биография
Роден в Бедфорд-Стейвесант, Бруклин, Ню Йорк, Гейл има смесен произход с африканско-американски, индиански и британски предци. Дядото на Гейл, който родом е от Йоркшир, Англия, се е преместил в Барбадос и там срещнал бъдещата си съпруга. Гейл притежава двойно гражданство поради произход от Обединеното кралство и прекарва много време пътувайки до там, за да посети семейството си и за обучение.
Гейл започва да свири на китара на 12-годишна възраст. В гимназиалните си години посещава дома на Джон Колтрейн след училище и присъства на репетициите, които вдъхновяват стила му впоследствие. Гейл получава магистърска степен по химия в Ниагарския университет, член е и на футболния отбор. Гейл решава да се посвети изцяло на музикалната си кариера, вместо да продължи образованието си за докторска степен по химия.
Близка приятелка на Гейл, Роберта Флак, го моли да работи с нея по албума „Убивайки ме нежно“ (Killing Me Softly). Гейл току-що е завършил записа на албума си „Негрил“ (Negril) с групата Уейлърс, заедно с Питър Тош като вокалист в Кингстън, Ямайка. Скоро преди това са извършени убийствата на д-р Мартин Лутър Кинг-младши и Джон Кенеди, които силно поразяват Гейл и той заминава за Ямайка, за да изчисти ума си и да се свърже отново с природата, както и да завърши албум с приятели със сходни политически възгледи – история, която разказва в автобиографията си музиканта Астън Барет. Когато Флак се обажда на Гейл с молба да се върне в Ню Йорк, за да ѝ помогне с албума Killing Me Softly, първоначално той не иска да се прибере и тя изпраща при него членовете на групата си. След известно убеждаване Гейл се връща Щатите и завършва с Флак албума, който става беше хит.
Гейл често работи като сесиен музикант, записвайки с имена като Гари Бъртън, Джо Кокър, Кинг Къртис, Арета Франклин, Лена Форн, Били Джоел, Куинси Джоунс, Хърби Ман, Даяна Рос, Монго Сантамария, Пол Саймън, Нина Симон, Джими Смит, Кларк Тери, Боби Тимънс и Джаки Уилсън. През 70-те става студиен китарист за CTI Records, записва с Боб Джеймс, Стенли Турентайн и Гроувър Уошингтън-младши и е член на R&B групата Stuff. Първият му албум като самостоятелен акт е издаден от Куду Рекърдс.
Гейл умира от рак на белия дроб през 1994 г. на 55-годишна възраст.

## Дискография

### Като водещ китарист
- Прогноза (Куду, 1973)
- Умножение (Колумбия, 1977)
- Част от теб (Колумбия, 1979)
- Докосване на коприна (Колумбия, 1980)
- Син хоризонт (Електра Мюзишън, 1982)
- В джазова традиция (EmArcy, 1988)
- Нека останем заедно (Artful Balance, 1988)
- Утопия (Руумс, 1998)

Със Stuff
- Неща (Уорнър Брос, 1976)
- Живи неща (Уорнър Брос, 1978)
- На живо в Ню Йорк (Уорнър Брос, 1980)
- Произведено в Америка (Уорнър Брос, 1994)

### Като втори китарист
- Гррр (Мъркюри, 1966) – с Хю Масекела
- Нина Симон пее блус (RCA Victor, 1967) – с Нина Симон
- Фатс се върна (Reprise, 1968) – с Фатс Домино
- Разходка в космоса (A&M, 1969) – с Куинси Джоунс
- Душевен експеримент (Атлантик, 1969 г.) – с Фреди Хъбард
- Детройт на Юсеф Латиф (Атлантик, 1969) – с Юсеф Латиф
- Лена и Габор (Skye, 1969) – с Лена Хорн
- Втора глава (Атлантик, 1970) – с Роберта Флак
- Монго '70 (Атлантик, 1970) – с Монго Сантамария
- Апартамент 16 (Атлантик, 1970 г.) – с Юсеф Латиф
- Истинското нещо (Perception, 1970) – с Дизи Гилеспи
- От шепот до писък (Куду, 1971) – с Естър Филипс
- Пътят на Монго (Атлантик, 1971 г.) – с Монго Сантамария
- Млада, талантлива и чернокожа (Атлантик, 1972) – с Арета Франклин
- Роберта Флак и Дони Хатауей (Атлантик, 1972) – с Роберта Флак
- Помогни ми да преодолея нощта (Куду, 1972) – с Ханк Крофърд
- $ (Реприз, 1972) – с Куинси Джоунс
- Нежният гигант (Атлантик, 1972) – с Юсеф Латиф
- Пророкът (Куду, 1972) – с Джони Смит
- Убивайки ме нежно (Атлантик, 1973) – с Роберта Флак
- Чувам симфония (Куду, 1975) – с Ханк Крофърд
- Диско хлапето (Avco, 1975) – с Ван Маккой
- Нюйоркска връзка (Ода, 1975) – с Том Скот
- Кой съм аз (Мотаун, 1975) – с Дейвид Ръфин
- Краят на дъгата (CTI, 1976) – с Пати Остин
- Бенсън и Фарел (CTI, 1976) – с Джордж Бенсън
- Мелба '76 (Буда, 1976) – с Мелба Муур
- Звук на барабан (Марлин, 1976) – с Ралф Макдоналд
- Истинският Маккой (H&L, 1976) – с Ван Маккой
- Повече от всякога (Колумбия, 1976) – с Блъд, Сует енд Тиърс
- Все още заедно (Буда, 1977) – с Гладис Найт
- Изпрати го (Уорнър Брос, 1977) – с „Ашфърд и Симпсън“
- Място за пълзене (CTI, 1977) – с Арт Фармър
- Светулка (CTI, 1977) – с Джереми Стайг
- Космос (CTI, 1978) – с Джордж Бенсън
- 52-ра улица (Колумбия, 1978) – с Били Джоел
- Тъчдаун (Tappan Zee/Columbia, 1978) – с Боб Джеймс
- Звуци ... и подобни неща!!! (A&M, 1978) – с Куинси Джоунс
- Пътят (Марлин, 1978) – с Ралф Макдоналд
- Интимни непознати (Колумбия, 1978) – с Том Скот
- Балтимор (CTI, 1978) – с Нина Симон
- Останете свободни (Уорнър Брос, 1979) – с „Ашфърд и Симпсън“
- Контрапункт (Марлин, 1979) – с Ралф Макдоналд
- Музикална афера (Уорнър Брос, 1980) – с „Ашфърд и Симпсън“
- За любовта (Колумбия, 1980) – с Гладис Найт
- Вреден навик (Уорнър Брос, 1980) – с Майкъл Франкс
- ТП (Филаделфия Интернешънъл, 1980) – с Теди Пендърграс
- Знак на времето (Tappan Zee/Columbia, 1981) – с Боб Джеймс
- Докосване (Колумбия, 1981 г.) – с Гладис Найт
- Защо глупаците се влюбват (RCA Victor, 1981) – с Даяна Рос
- Ябълков сок (Колумбия, 1981 г.) – с Том Скот
- Улична опера (Капитолий, 1982 г.) – с „Ашфърд и Симпсън“
- Сърца и кости (Уорнър Брос, 1983) – с Пол Саймън
- Рос (RCA 1983) – с Даяна Рос
- В моя живот (CTI, 1983) – с Пати Остин
- Невинен човек (Колумбия, 1983) – с Били Джоел
- Страст и огън (A&M, 1984) – с Гато Барбиери
- Изненада (Полидор, 1985) – с Ралф Макдоналд
- Лош (Epic, 1987) – с Майкъл Джаксън
- Много добре (Полидор, 1987) – с Рон Картър
- Жълто и зелено (Епик, 1987) – с Рон Картър
- Запази тази любов жива (GRP, 1991) – с Том Скот
- Чети по устните ми (GRP, 1994) – с Том Скот
- Нежност (WEA, 1994) – с Ал Жаро
- На живо от Монрьо 1993 (Eagle, 2016) – с Ал Жаро